# Tân Lập, Lục Ngạn
Tân Lập là một xã thuộc huyện Lục Ngạn, tỉnh Bắc Giang, Việt Nam.

## Địa lý
Xã Tân Lập nằm ở phía nam huyện Lục Ngạn, cách thành phố Bắc Giang 42 km về phía đông, thuộc hữu ngạn sông Lục Nam, có vị trí địa lý:
- Phía đông giáp xã Đèo Gia và xã Phú Nhuận
- Phía bắc giáp các xã Đồng Cốc, Tân Quang và thị xã Chũ
- Phía tây giáp xã Tân Mộc và thị xã Chũ
- Phía nam giáp xã Tân Mộc và huyện Lục Nam.

Xã Tân Lập có diện tích là 55,63 km², dân số năm 2023 là 9.089 người, mật độ dân số đạt 163 người/km².

### Địa hình
Xã Tân Lập có địa hình đồi và núi ở phía nam, đồi núi chiếm 70% diện tích tự nhiên của xã, dân cư sống tập trung ven sông Lục Nam, nơi có những dải đất được bồi bởi sông Lục Nam rất bằng phẳng.

### Dân cư
Người Kinh chiếm 50% dân số, còn lại là các dân tộc khác như Sán Dìu, Tày, Nùng, Cao Lan,...
Lao động tại xã Tân Lập chủ yếu chưa qua đào tạo.

## Hành chính
Xã Tân Lập được chia thành 16 thôn: Cà Phê, Đồng Con 1, Đồng Con 2, Đồng Láy, Đồng Tâm, Hòa Trong, Khả Lã 1, Khả Lã 2, Khả Lã 3, Khả Lã 4, Khả Lã 5, Lại Tân, Luồng, Tân Bình, Tân Hồng, Tân Thịnh, Trại Thập.

## Lịch sử
Ngày 27 tháng 10 năm 1962, Quốc hội ban hành Nghị quyết về việc thành lập tỉnh Hà Bắc trên cơ sở tỉnh Bắc Giang và tỉnh Bắc Ninh. Khi đó, xã Tân Lập thuộc huyện Lục Ngạn, tỉnh Hà Bắc.
Ngày 6 tháng 11 năm 1996, Quốc hội ban hành Nghị quyết về việc chia tỉnh Hà Bắc thành tỉnh Bắc Giang và tỉnh Bắc Ninh. Khi đó, xã Tân Lập thuộc huyện Lục Ngạn, tỉnh Bắc Giang.

## Kinh tế
- Kinh tế tập trung vào ngành nông nghiệp với thế mạnh là trồng cây ăn quả, điển hình là vải thiều, nhãn, hồng,...
- Kinh tế toàn xã nói chung con khó khăn, kinh tế tập chủ yếu ở khu vực đông dân cư: Khả Lã, Trại Thập,...

## Văn hoá
- Chùa Âm Vãi: Lễ hội đền và chùa Âm Vãi được tổ chức vào ngày 3 tháng 3 âm lịch hàng năm.